# Hubert Schwarz
Hubert Schwarz (n. 13 septembrie 1960, Oberaudorf, Bavaria, Germania) este un săritor cu schiurile ce a reprezentat Germania, medaliat olimpic. A participat la 3 ediții ale Jocurilor Olimpice (1980, 1984, 1988) în care a câștigat o medalie de aur.